# Александрова, Александра Ивановна
Александра Ивановна Александрова (1848, Москва — сентябрь 1921, там же) — русская революционерка, народница.

## Биография
Родилась в семье потомственного почётного гражданина, московского купца 1 гильдии, владельца фабрики по производству изделий из шерсти и магазинов по продаже мужских головных уборов, Ивана Александровича Александрова (р. 1825) и его жены Марьи Леонтьевны (р. 1829). В семье было шесть дочерей: Наталья (р. 1846), Александра (р. 1848), Ольга (р. 1850), Варвара (р. 1852), Екатерина (р. 1854) и Марья (р. 1856).

В мае 1865 года окончила педагогический курс Мещанского женского училища (Москва). Учительница.

Общение с народниками, в частности, с Ольгой Спиридоновной Любатович, привело к увлечению революционными идеями.

В 1872 года привлекалась к дознанию по обвинению в организации кружка и библиотеки, в шифрованной переписке.

Заболела психическим заболеванием, длительно лечилась в частной психиатрической клинике Ф. А. Савей-Могилевича в Москве.

Замужем не была, детей не было.

Похоронена на Братском кладбище Никольского единоверческого монастыря.